# Centrospermae
Centrospermae is een beschrijvende plantennaam, voor een orde van tweezaadlobbige planten, de naam betekent "de planten met het zaad in het centrum". Het Wettstein-systeem gebruikte deze naam voor een orde met de volgende samenstelling:
- orde Centrospermae
familie Aizoaceae
familie Amaranthaceae
familie Basellaceae
familie Cactaceae
familie Caryophyllaceae
familie Chenopodiaceae
familie Nyctaginaceae
familie Phytolaccaceae
familie Portulacaceae
familie Thelygonaceae [ sic, nu Theligonaceae ]

Naar hedendaagse maatstaven is dit een natuurlijke eenheid, terug te vinden in de Caryophyllales.